# Josjã
Josjã, Jousjã ou Jausjã (em persa: جوزجان; romaniz.: Jowzjān, Jawzjān ou Jozjan) é uma província do Afeganistão, com capital em Xebergã. Possui 11 292 quilômetros quadrados e segundo o censo de 2020, havia 602 082 habitantes.